# Ebba Brahe
För andra betydelser, se Ebba Brahe (olika betydelser).

Gustav II Adolf och Ebba Brahe.

Ebba Magnusdotter Brahe, född 16 mars 1596 på Lerjeholm, död 5 januari 1674 i Stockholm, var en svensk brukspatron, entreprenör, hovdam och grevinna. Den 24 juni 1618 gifte hon sig med riksmarsken Jakob De la Gardie, med vilken hon bland annat fick sonen Magnus Gabriel De la Gardie och dottern Maria Sofia De la Gardie. 

Miniatyrporträtt på Ebba Brahe från 1600-talet finns på Skoklosters slott.

Ebba Brahe är känd för att hon och kung Gustav II Adolf var förälskade före kungens giftermål och att de ville gifta sig, en dröm som aldrig infriades. Deras förälskelse har varit föremål för många framställningar inom den romantiskt-historiska traditionen i Sverige och finns dokumenterad i deras brevväxling.

## Tidiga år
Ebba Brahe föddes som dotter till greve Magnus Brahe och Brita Stensdotter Leijonhufvud. Hon var hovfröken åt änkedrottning Kristina av Holstein-Gottorp mellan 1611 och 1614, och åt änkedrottning Katarina Stenbock 1614–1618. Hon kom till hovet efter sin mors död för att fullända sin uppfostran. Hon beskrivs som en skönhet och uppmärksammades av bland andra hertig Johan av Östergötland.

## Förbindelse med Gustav II Adolf
Vid hovet lärde hon känna kung Gustav II Adolf. De två blev förälskade och ville gifta sig. Det första brev som är bevarat av deras förbindelse är daterat 6 mars 1613, då de sedan länge tycks ha haft en etablerad förälskelse: i detta brev meddelade kungen att han väntade på att hon skulle meddela sin far att han hade friat till henne. Änkedrottningen, kungens mor Kristina, motsatte sig planerna på äktenskap. Hon tyckte inte att Ebba Brahe hade nog hög status, utan föredrog att sonen ingick ett politiskt äktenskap med en medlem av en regerande dynasti. Hon behandlade också Brahe dåligt i egenskap av sin hovfröken, trakasserade henne och försökte övertyga henne att Gustav Adolfs ord inte var att lita på. Detta gjorde att Brahes far inte heller ville ge sitt tillstånd. Kungen uppvaktade henne och sände henne gåvor med kammarherren Lars Sparre som mellanhand. Han försökte också övertala sin mor med hjälp av sin halvsyster Katarina, hertig Henrik Julius av Sachsen och kanslern d:r Nils Chesnecopherus. Kristina gav slutligen sitt tillstånd på villkor att paret gick med på ett par års betänketid. De fortsatte också sin brevväxling under kriget. Kristina fortsatte sin övertalning av Brahe, som 10 oktober 1614 skrev: »det anstår ej mig ringa jungfru E. K. M: ts konungsliga person att eftertrakta». Samma år flyttades hon från Kristinas tjänst till Katarina Stenbocks, troligen för att flytta henne från slottet i Stockholm. Våren 1615 stod det klart att Kristina i själva verket aldrig skulle ge efter, och att även Brahe tycks ha blivit övertalad av henne, vilket gjorde att Gustav II Adolf tvingades ge upp planerna. Kungens förbindelse med Margareta Slots tros ha slutgiltigt övertygat Brahe, som vid denna tid ska ha skrivit sin senare berömda replik på fönsterrutan i Stockholms gamla slott: »Jag är förnöjd med lotten min och tackar Gud för nåden sin.»
Samma år mottog hon ett frieri från riksmarsken Jakob De la Gardie och två år senare svarade hon ja: 11 november 1617 firades deras trolovning i Katarina Stenbocks hus i Stockholm. De gifte sig 24 juni 1618 i Stockholm i närvaro av de två änkedrottningarna och kungens bror.

## Äktenskap

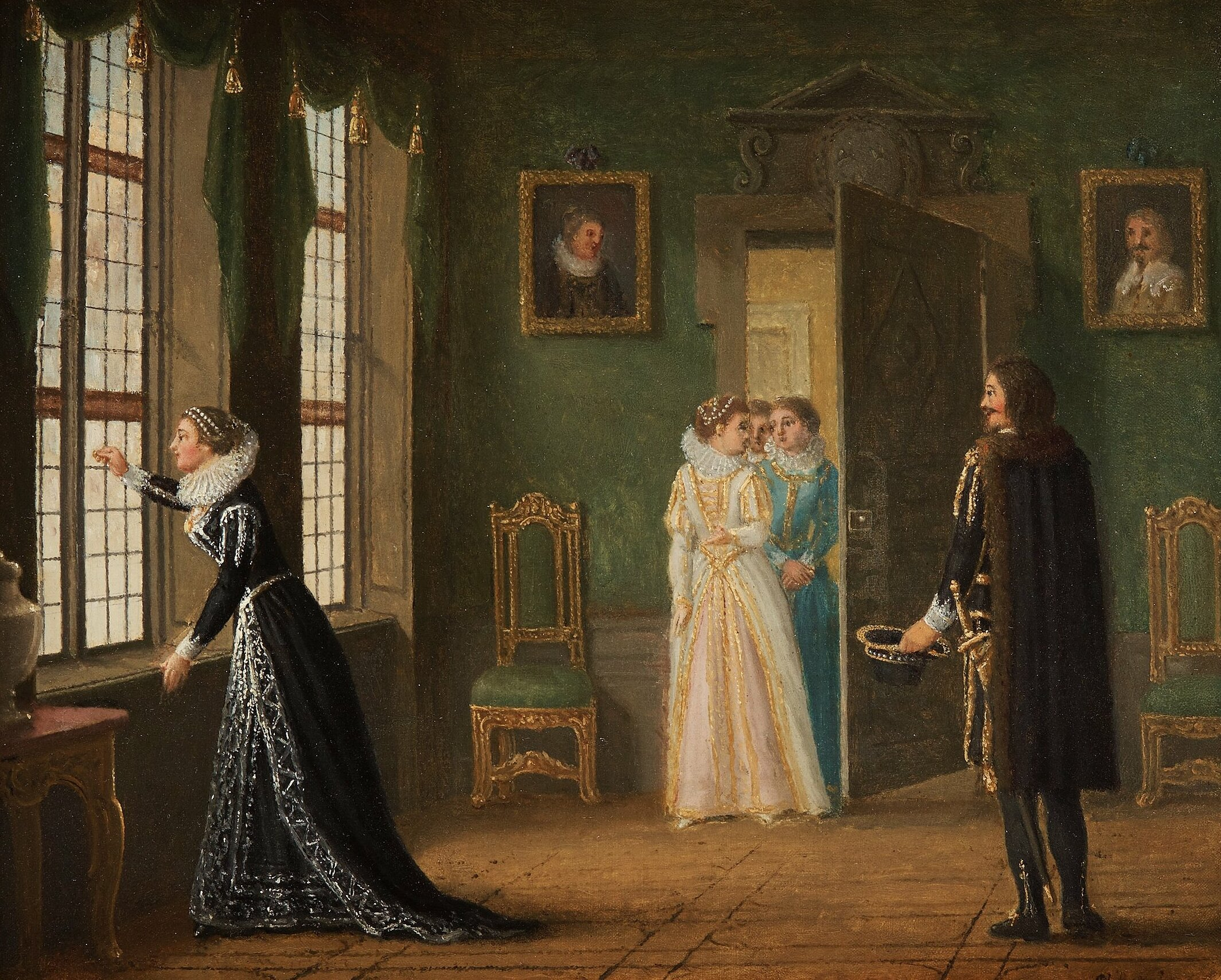
Ebba Brahe och hennes make Jacob de la Gardie.

Relationen mellan Ebba Brahe och De la Gardie beskrivs som lycklig och hon själv som en "huld maka och en god moder". Maken var guvernör i Estland och Livland 1619–1628, och Ebba Brahe var då bosatt med honom där. Hon födde fjorton barn, av vilka sju dog i tidig ålder. Den mest framgångsrika av barnen blev sonen Magnus Gabriel.
Ebba Brahe blev under sitt äktenskap aktiv inom flera olika verksamheter, där hon ska ha visat sin duglighet, och ägnat sig främst åt att se efter sin familjs ekonomiska intressen. Eftersom maken i sin tjänst blev upptagen av sin karriär och ofta var frånvarande i fält, fick hon ansvaret för familjens gods, och utvecklade sin förmåga som affärsmänniska då hon reste mellan familjens gods i både Sverige och Baltikum. Som godsägare och affärsmänniska beskrivs som hon duglig och klok.
År 1628 flyttade hon och maken permanent tillbaka till Sverige. Paret uppförde bland annat Makalös i Stockholm och ägde Läckö, Ekholmens slott, Arnö, Sundholmens slott, Jakobsdals slott, Runsa slott och Axholmen i Fläckebo socken. Som medlem av adeln beskrivs hon som flärdfull med smak för lyx inom kläder, konst, mat och smycken och var bland annat kund i Claude Roquettes lyxvaruhus i Stockholm och hade ett hovlikt hushåll på omkring hundra personer. Hon var känd för sitt intresse för blommor och djur och hade både trädgårdar med experimentella odlingar av blommor och frukt och höll djur som duvor, papegojor och sköldpaddor. Bland hennes vänner nämns Margareta Boije, gift med riksrådet Arvid Forbus. Maken led under de sista åren svårt av sjukdom som gjorde honom blind, och vården av honom, efter att han blivit det, upptog alltmer hennes tid.

## Industrialist
År 1652 blev Ebba Brahe änka. Efter makens död ärvdes bostadspalatset Makalös vid Norrström av sonen Magnus Gabriel de la Gardie, och Ebba Brahe flyttade istället till Louis De Geers palats på Götgatan i Stockholm, därefter även kallat Ebba Brahes palats. Som änka klädde hon sig resten av livet i sorgdräkt.
Magnus Gabriel ska ha varit hennes favoritbarn och blivit bortskämd av henne. Hon bevakade hans karriär och rekommenderade honom värdefulla kontakter. Hon gladdes över hans ställning som gunstling hos drottning Kristina, och stödde hans äktenskap med Maria Eufrosyne av Pfalz. Ebba Brahe påverkades starkt då Magnus Gabriel föll i onåd 1653 och försökte arbeta för hans återinsättande som favorit. Hon bad personligen om nåd för sonen och föll på knä inför Kristina och bad henne förlåta sonen, något som dock inte hade någon effekt. Hon anklagade partiet runt Oxenstierna för att ha fällt sonen, men försökte också få Axel Oxenstierna att tala för sonen.
När Magnus Gabriel år 1660 fick en ledande roll i Karl XI:s förmyndarregering, försökte hon göra sitt eget inflytande gällande. Ebba Brahe ägnade sig flitigt åt att ta emot ansökningar av supplikanter som ville att hon skulle använda sitt inflytande och sina kontakter för olika ändamål, något som var vanligt för kvinnliga medlemmar av adeln. Hennes brev till sonen under denna tid handlar om att rekommendera personer till ämbeten eller tala för ett eller annat ärende.
När Brahe år 1652 blev änka administrerade hon familjens gods och gårdar, något som var vanligt under dåtiden. Främst hade hon ansvar för sin de gods som ingick i hennes morgongåva och sin arvedel. I dessa ingick också många järn- och bergsbruk, vilka hon intresserade sig mycket för. Hon såg också till att det järn som producerades vid familjens bruk var av hög kvalitet, och det blev känt som "grevinnans järn". Dottern Maria Sofia De la Gardie blev också hon mycket intresserad och engagerad i järnbruken och industriproduktion. Ebba Brahe bedrev en omfattande affärsverksamhet och tjänade stora inkomster, vilket kan ses i förteckningen på hennes lösöre, som bland annat innehöll en vagn dragen av två sjöhästar, en ljuskrona hon skänkte till Storkyrkan i Stockholm, ett konstgjort fruktträd som sprutar vatten genom små svanar och en förgylld fontän. Som person beskrivs hon vid slutet av sitt liv som bördsstolt, häftig, befallande och föga omtyckt av tjänare och underhavande. En annan dotter hette Christina Catharina De la Gardie, gift med Gustaf Otto Stenbock (Gustavsson) (1614–1685).

## Eftermäle
Ebba Brahe hyllades i dikt av bröderna Johan och Samuel Columbus samt av G. Sylvius, A. Liedbergh och Ericus Aurivillius.
1785 uppfördes på Gripsholm ett skådespel skrivet av Gustav III och versifierad av Kellgren där det framställdes att Magnus Gabriel var Ebba Brahes utomäktenskaplige son med kung Gustav Adolf.